# Liste des anciennes communes de la province d'Utrecht
En 1812, la province néerlandaise d'Utrecht comptait 56 communes (contre 97 dès 1820). Depuis 2011, il n'y en a plus que 26.
Étapes principales des fusions :
- 1989 : L'ouest de la province
- 1954 : Autour de la ville d'Utrecht
- 1857 : Suppression de beaucoup de petites communes

## Liste des fusions des communes d'Utrecht

### 2019
- Vianen > Vijfheerenlanden*

### 2011
- Abcoude > De Ronde Venen
- Breukelen > Stichtse Vecht*
- Loenen > Stichtse Vecht*
- Maarssen > Stichtse Vecht*

### 2006
- Amerongen > Utrechtse Heuvelrug* et Rheden
- Doorn > Utrechtse Heuvelrug*
- Driebergen-Rijsenburg > Utrechtse Heuvelrug*
- Leersum > Utrechtse Heuvelrug*
- Maarn > Utrechtse Heuvelrug*

### 2002
- Loosdrecht > Wijdemeren* ; à cette occasion, la commune passe d'Utrecht à la Hollande-Septentrionale
- Vianen passe de la Hollande-Méridionale à Utrecht

### 2001
- Harmelen > Woerden
- Maartensdijk > De Bilt
- Vleuten-De Meern > Utrecht

### 1996
- Cothen > Wijk bij Duurstede
- Langbroek > Wijk bij Duurstede

### 1989
- Benschop > Lopik
- Kamerik > Woerden
- Kockengen > Breukelen
- Linschoten > Montfoort
- Mijdrecht > De Ronde Venen*
- Nigtevecht > Loenen
- Polsbroek > Lopik
- Snelrewaard > Oudewater
- Vinkeveen en Waverveen > De Ronde Venen*
- Wilnis > De Ronde Venen*
- Woerden passe de la Hollande-Méridionale à Utrecht
- Zegveld > Woerden

### 1974
- Hoogland > Amersfoort

### 1971
- Jutphaas > Nieuwegein*
- Vreeswijk > Nieuwegein*

### 1970
- Hoenkoop > Oudewater
- Oudewater passe de la Hollande-Méridionale à Utrecht

### 1969
- Stoutenburg > Leusden

### 1964
- Loenersloot > Loenen
- Odijk > Bunnik
- Ruwiel > Breukelen
- Vreeland > Loenen
- Werkhoven > Bunnik

### 1962
- Schalkwijk > Houten
- Tull en 't Waal > Houten

### 1957
- Tienhoven > Maarssen
- Westbroek > Maartensdijk

### 1954
- Achttienhoven > Westbroek
- Haarzuilens > Vleuten-De Meern*
- Oudenrijn > Utrecht et Vleuten-De Meern*
- Veldhuizen > Vleuten-De Meern*
- Vleuten > Vleuten-De Meern*
- Zuilen > Maarssen et Utrecht

### 1949
- Breukelen-Nijenrode > Breukelen*
- Breukelen-Sint-Pieters > Breukelen*
- Maarsseveen > Maarssen

### 1943
- Jaarsveld > Lopik
- Willige Langerak > Lopik

### 1942
- Laag-Nieuwkoop > Kockengen

### 1941
- Abcoude-Baambrugge > Abcoude*
- Abcoude-Proostdij > Abcoude*

### 1931
- Driebergen > Driebergen-Rijsenburg*
- Rijsenburg > Driebergen-Rijsenburg*

### 1857
- Achthoven > Utrecht
- Cabauw > Willige Langerak
- Darthuizen > Leersum
- Duist > Hoogland
- 's-Gravesloot > Kamerik*
- Kamerik-Houtdijken > Kamerik*
- Kamerik-Mijzijde > Kamerik*
- Maarssenbroek > Maarssen
- Noord-Polsbroek > Polsbroek*
- Oudhuizen > Wilnis
- Oud-Wulven > Houten
- Portengen > Breukelen-Nijenrode et Ruwiel
- Rhijnauwen > Bunnik
- Schonauwen > Houten
- Sterkenburg > Driebergen
- Teckop > Kamerik*
- De Vuursche > Baarn
- Wulverhorst > Linschoten
- Zevender > Willige Langerak
- Zuid-Polsbroek > Polsbroek*

### 1841
- Vinkeveen > Vinkeveen en Waverveen*
- Waverveen > Vinkeveen en Waverveen*

### 1823
- Abstede > Utrecht
- Catharijne > Utrecht
- Lauwerecht > Utrecht
- Tolsteeg > Utrecht

### 1821
- Cabauw passe de la Hollande-Méridionale à Utrecht
- Hagestein passe d'Utrecht à la Hollande-Méridionale
- Indijk > Harmelen
- Lange Ruige Weide passe d'Utrecht à la Hollande-Méridionale
- Oukoop passe d'Utrecht à la Hollande-Méridionale
- Papekop passe d'Utrecht à la Hollande-Méridionale
- Snelrewaard passe de la Hollande-Méridionale à Utrecht

### 1820
- Loenen-Kronenburg > Loenen*
- Stichts Loenen > Loenen*

### 1819
- Ankeveen passe d'Utrecht à la Hollande-Septentrionale
- Kortenhoef passe d'Utrecht à la Hollande-Septentrionale
- Loenen-Kronenburg passe de la Hollande-Septentrionale à Utrecht
- Loosdrecht passe de la Hollande-Septentrionale à Utrecht
- Nederhorst den Berg passe d'Utrecht à la Hollande-Septentrionale
- Thamen passe d'Utrecht à la Hollande-Septentrionale
- Uithoorn passe d'Utrecht à la Hollande-Septentrionale

### 1818
- Abcoude > Abcoude-Proostdij - modification de nom officiel
- Création d'Abstede par démembrement de la commune d'Utrecht
- Rétablissement d'Achthoven à partir de Linschoten
- Rétablissement d'Achttienhoven à partir de Westbroek
- Baambrugge > Abcoude-Baambrugge - modification de nom officiel
- Rétablissement de Breukelen-Nijenrode à partir de Breukelen (commune supprimée)
- Rétablissement de Breukelen-Sint-Pieters à partir de Breukelen (commune supprimée), et agrandissement de la commune par démembrement de la commune de Tienhoven
- Création de Catharijne par démembrement de la commune d'Utrecht
- Rétablissement de Darthuizen à partir de Leersum
- Rétablissement de Duist à partir de Bunschoten
- Création de Gerverskop par démembrement de la commune de Harmelen
- Rétablissement de 's-Gravesloot à partir de Kamerik (commune supprimée)
- Création de Haarzuilens par démembrement de la commune de Vleuten
- Rétablissement de Hoenkoop à partir de Polsbroek (commune supprimée)
- Rétablissement de Kamerik-Houtdijken à partir de Kamerik (commune supprimée)
- Rétablissement de Kamerik-Mijzijde à partir de Kamerik (commune supprimée)
- Rétablissement de Laag-Nieuwkoop à partir de Breukelen (commune supprimée)
- Création de Lauwerecht par démembrement de la commune d'Utrecht
- Rétablissement de Loenersloot à partir de Stichts Loenen
- Rétablissement de Maarn à partir de Doorn
- Rétablissement de Maarssenbroek à partir de Maarssen
- Rétablissement de Maarsseveen à partir de Tienhoven
- Rétablissement de Nigtevecht à partir de Nederhorst den Berg
- Rétablissement de Noord-Polsbroek à partir de Polsbroek (commune supprimée)
- Rétablissement d'Odijk à partir de Werkhoven
- Rétablissement d'Oudenrijn à partir de Jutphaas
- Rétablissement d'Oudhuizen à partir de Wilnis
- Rétablissement d'Oud-Wulven à partir de Houten
- Rétablissement de Portengen à partir de Breukelen (commune supprimée)
- Rétablissement de Rhijnauwen à partir de Bunnik
- Rétablissement de Ruwiel à partir de Breukelen (commune supprimée), et agrandissement de la commune par démembrement de la commune de Stichts Loenen
- Rétablissement de Rijsenburg à partir de Driebergen
- Rétablissement de Schonauwen à partir de Houten
- Rétablissement de Sterkenburg à partir de Langbroek
- Rétablissement de Stoutenburg à partir de Hoevelaken
- Création de Thamen par démembrement de la commune d'Uithoorn
- Création de Tolsteeg par démembrement de la commune de Jutphaas
- Rétablissement de Tull en 't Waal à partir de Schalkwijk
- Rétablissement de Veldhuizen à partir de Harmelen
- Rétablissement de De Vuursche à partir de Baarn
- Rétablissement de Willeskop à partir de Montfoort
- Rétablissement de Willige Langerak à partir de Jaarsveld
- Rétablissement de Wulverhorst à partir de Linschoten

### 1817
- Rétablissement de Cabauw à partir de Polsbroek
- Création d'Indijk par démembrement de la commune de Harmelen
- Loenen > Stichts Loenen - modification de nom officiel
- Rétablissement de Loenen-Kronenburg à partir de Loenen
- Rétablissement de Snelrewaard à partir de Linschoten
- Rétablissement de Teckop à partir de Harmelen
- Rétablissement de Zevender à partir de Polsbroek
- Rétablissement de Zuid-Polsbroek à partir de Polsbroek

### 1814
- Baambrugge passe de la Hollande-Septentrionale à Utrecht
- Hoevelaken passe d'Utrecht au Gueldre
- Kortenhoef passe de la Hollande-Septentrionale à Utrecht
- Loosdrecht passe d'Utrecht à la Hollande-Septentrionale
- Nieuwkoop passe d'Utrecht à la Hollande-Méridionale
- Nieuwveen passe d'Utrecht à la Hollande-Méridionale
- Oudewater passe d'Utrecht à la Hollande-Méridionale
- Scherpenzeel passe d'Utrecht au Gueldre
- Schoonhoven passe d'Utrecht à la Hollande-Méridionale
- Vinkeveen passe de la Hollande-Septentrionale à Utrecht
- Woerden passe d'Utrecht à la Hollande-Méridionale

### 1812
- Achthoven > Linschoten - commune rétablie en 1818
- Achttienhoven > Westbroek - commune rétablie en 1818
- Breukelen-Nijenrode > Breukelen* - commune rétablie en 1818
- Breukelen-Sint-Pieters > Breukelen* - commune rétablie en 1818
- Cabauw > Polsbroek* - commune rétablie en 1817
- Darthuizen > Leersum - commune rétablie en 1818
- Duist > Bunschoten - commune rétablie en 1818
- 's-Gravesloot > Kamerik* - commune rétablie en 1818
- Hoenkoop > Polsbroek* - commune rétablie en 1818
- Kamerik-Houtdijken > Kamerik* - commune rétablie en 1818
- Kamerik-Mijzijde > Kamerik* - commune rétablie en 1818
- Laag-Nieuwkoop > Breukelen* - commune rétablie en 1818
- Loenen-Kronenburg > Loenen* - commune rétablie en 1817
- Loenersloot > Loenen - commune rétablie en 1818
- Maarn > Doorn - commune rétablie en 1818
- Maarssenbroek > Maarssen - commune rétablie en 1818
- Maarsseveen > Tienhoven - commune rétablie en 1818
- Nigtevecht > Nederhorst den Berg - commune rétablie en 1818
- Noord-Polsbroek > Polsbroek* - commune rétablie en 1818
- Odijk > Werkhoven - commune rétablie en 1818
- Oudenrijn > Jutphaas - commune rétablie en 1818
- Oudhuizen > Wilnis - commune rétablie en 1818
- Oud-Wulven > Houten - commune rétablie en 1818
- Portengen > Breukelen* - commune rétablie en 1818
- Rhijnauwen > Bunnik - commune rétablie en 1818
- Ruwiel > Breukelen* - commune rétablie en 1818
- Rijsenburg > Driebergen - commune rétablie en 1818
- Schonauwen > Houten - commune rétablie en 1818
- Snelrewaard > Linschoten - commune rétablie en 1817
- Sterkenburg > Langbroek - commune rétablie en 1818
- Stichts Loenen > Loenen* - commune rétablie en 1817
- Stoutenburg > Hoevelaken - commune rétablie en 1818
- Teckop > Harmelen - commune rétablie en 1817
- Tull en 't Waal > Schalkwijk - commune rétablie en 1818
- Veldhuizen > Harmelen - commune rétablie en 1818
- De Vuursche > Baarn - commune rétablie en 1818
- Willeskop > Montfoort - commune rétablie en 1818
- Willige Langerak > Jaarsveld - commune rétablie en 1818
- Wulverhorst > Linschoten - commune rétablie en 1818
- Zevender > Polsbroek* - commune rétablie en 1817
- Zuid-Polsbroek > Polsbroek* - commune rétablie en 1817

## Référence et source
- (nl) Ad van der Meer et Onno Boonstra, Repertorium van Nederlandse gemeenten 1812-2006, DANS Data Guide 2, La Haye, 2006